# Von Wrangel auf Lindenberg

Von Wrangel auf Lindenberg is een familie waarvan leden vanaf 1885 tot de Nederlandse adel behoren en die in 1958 uitstierf.

## Geschiedenis
De bewezen stamreeks begint met Peter Anderson die in 1691 in Zweden werd geboren. Leden van het geslacht werden opgenomen in de adel van Zweden, Pruisen en Rusland, onder andere met de titels van graaf en baron. Bij Koninklijk Besluit van 29 maart 1885 werd luitenant-generaal Willem von Wrangel auf Lindenberg (1815-1896) ingelijfd in de Nederlandse adel. Met een dochter van de laatste stierf de Nederlandse adellijke tak in 1958 uit.